# 1165 Imprinetta
1165 Imprinetta este un asteroid din centura principală, descoperit pe 24 aprilie 1930, de Hendrik van Gent.